# ان‌جی‌سی ۴۸۳
ان‌جی‌سی ۴۸۳ (انگلیسی: NGC 483) یک کهکشان مارپیچی در صورت فلکی ماهی است. این کهکشان تقریباً ۱۹۲ میلیون سال نوری از زمین فاصله دارد و در ۱۱ نوامبر ۱۸۲۷ توسط جان هرشل کشف شد.